# 黃彥清
黃彥清，江南行中書省徽州府歙縣（今安徽省黃山市歙縣）人。
官任國子監博士，以名節自勵。明惠宗崩，時駙馬都尉梅殷在軍中，從黃彥清之議，為發喪，追謚孝愍皇帝，廟號神宗。燕王朱棣起兵后，坐在梅殷軍中私諡建文帝，並追崇劉皇后徽號。彥清為首論絞，又連及從子黃貴池，同金蘭皆下詔獄誅死。
弘光中，贈光祿少卿，皆附祀表忠祠。後贈太子少傅，諡忠慎。